# Estela Rodríguezová
Estela Rodríguez-Villanueva (12. listopadu 1967 Palma Soriano, Kuba – 10. dubna2022) byla reprezentantka Kuby v judu. Je majitelkou dvou stříbrných olympijských medailí.

## Sportovní kariéra
Až do svých 17 let se svými skoro dva metry výšky věnovala basketbalu. Ve sportovním centru v Havaně (ESPA) jí však zaujalo judo a začala se mu věnovat pod vedením Roberta Lewise. Po roce se dostala do reprezentace vedené Ronaldem Veitiou.
V roce 1992 startovala na olympijských hrách v Barceloně a získala stříbrnou olympijskou medaili, když ve finále podlehla na ippon Číňance Čuang Siao-jen. Po olympijských hrách začala její pozici reprezentační jedničky ohrožovat Daima Beltránová. V roce 1996 s ní svedla nominační bitvu o olympijské hry v Atlantě a naposledy uspěla. Do Atlanty se připravila velmi dobře, v semifinále porazila svou velkou rivalku Polku Maksymowou na ippon, ale finále opět nestačila na čínské judo ten rok reprezentované Sun Fu-ming. Získala druhou stříbrnou olympijskou medaili. Na této olympiádě měla pozitivní dopingový test, který prokázal užití zakázaného diuretika furosemidu, ale byla pouze napomenuta a medaili si podržela.

## Výsledky

### Váhové kategorie
| Turnaj                  | 1987       | 1988       | 1989       | 1990       | 1991       | 1992       | 1993       | 1994       | 1995       | 1996       | 1997       | 1998       | 1999       | 2000       | 2001       |
| Turnaj                  | 20         | 21         | 22         | 23         | 24         | 25         | 26         | 27         | 28         | 29         | 30         | 31         | 32         | 33         | 34         |
| Turnaj                  | těžká váha | těžká váha | těžká váha | těžká váha | těžká váha | těžká váha | těžká váha | těžká váha | těžká váha | těžká váha | těžká váha | těžká váha | těžká váha | těžká váha | těžká váha |
| ----------------------- | ---------- | ---------- | ---------- | ---------- | ---------- | ---------- | ---------- | ---------- | ---------- | ---------- | ---------- | ---------- | ---------- | ---------- | ---------- |
| Olympijské hry          |            |            |            |            |            | 2.         |            |            |            | 2.         |            |            |            | —          |            |
| Mistrovství světa       | úč.        |            | 5.         |            | 5.         |            | úč.        |            | —          |            | —          |            | —          |            | —          |
| Panamerické hry         | 3.         |            |            |            | 1.         |            |            |            | —          |            |            |            | —          |            |            |
| Panamerické mistrovství |            | —          |            | 1.         |            | 1.         |            | —          | —          | —          | —          | —          | —          | —          | —          |

### Bez rozdílu vah
| Turnaj            | 1987 | 1988 | 1989 | 1990 | 1991 | 1992 | 1993 | 1994 | 1995 | 1996 | 1997 | 1998 | 1999 | 2000 | 2001 |
| Turnaj            | 20   | 21   | 22   | 23   | 24   | 25   | 26   | 27   | 28   | 29   | 30   | 31   | 32   | 33   | 34   |
| ----------------- | ---- | ---- | ---- | ---- | ---- | ---- | ---- | ---- | ---- | ---- | ---- | ---- | ---- | ---- | ---- |
| Mistrovství světa | 7.   |      | 1.   |      | 2.   |      | —    |      | 3.   |      | —    |      | —    |      | úč.  |
| Panamerické hry   | 2.   |      |      |      | 1.   |      |      |      |      |      |      |      |      |      |      |